# Darnau
El Darnau fou un pagus situat a la moderna Bèlgica. Corresponia al deganats de Fleurus i de Gembloux, al nord del Sambre.
Vers 860, Gislebert II de Maasgau, el pare de Renyer I d'Hainaut, va rebre de Carles II el Calb el comtat de Lomme, qui englobava en aquell temps el Darnau. Al segle x el Darnau fou desmembrat i una part (Tongrinna, Lupoigna, Nivelles, Gembloux) va passar als comtes de Lovaina. El comtat de Lomme, després Namur, no va conservar del Darnau més que les batllies de Viesville i la vila de Fleurus.